# Vanilla phalaenopsis
Vanilla phalaenopsis är en orkidéart som beskrevs av Heinrich Gustav Reichenbach och Van Houtte. Vanilla phalaenopsis ingår i släktet Vanilla och familjen orkidéer. Inga underarter finns listade i Catalogue of Life.

## Bildgalleri

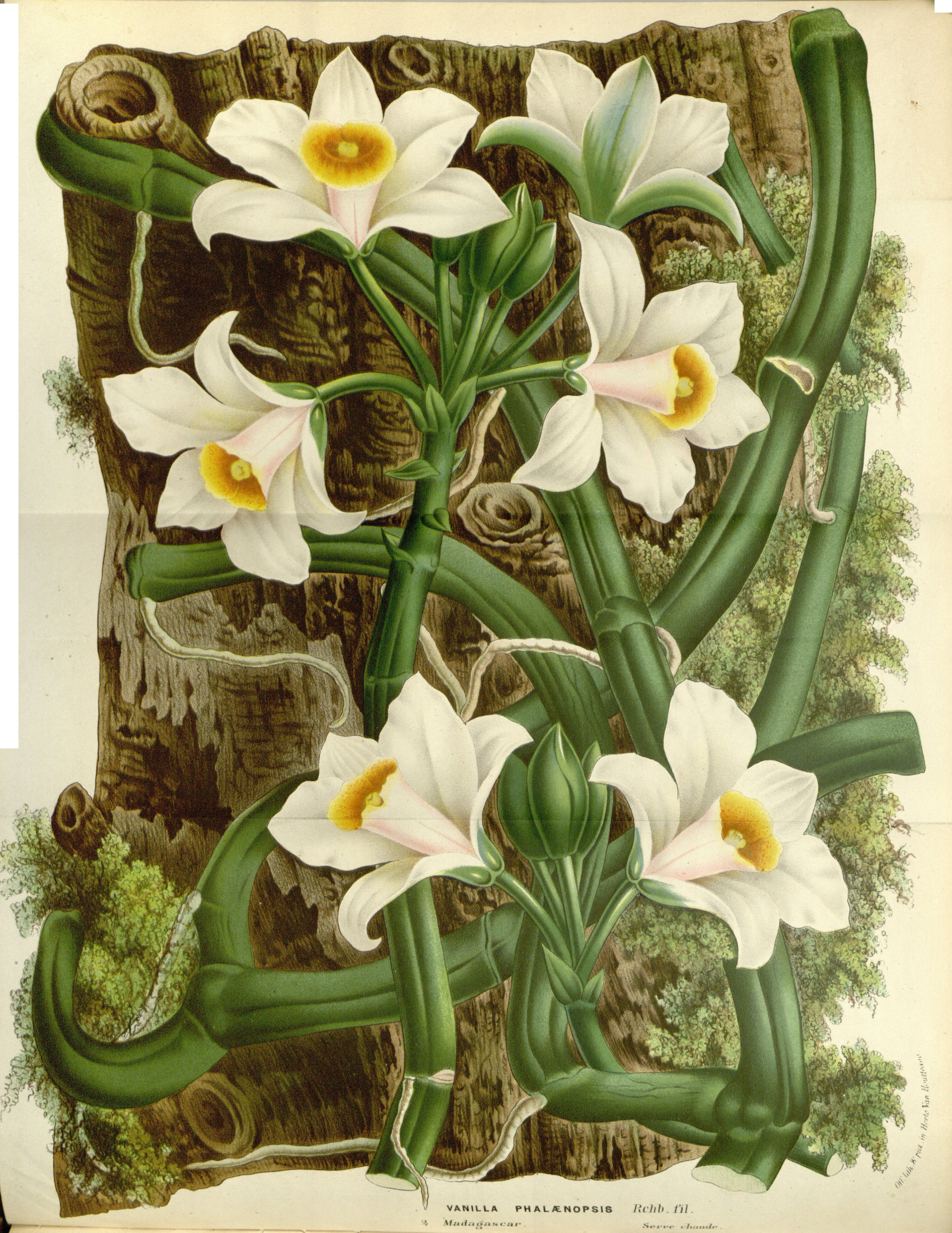